# Matti Niemi
Matti Juhani Niemi, född 6 juni 1937 i Viljakkala, är en finländsk före detta roddare.
Niemi blev olympisk bronsmedaljör i fyra med styrman vid sommarspelen 1956 i Melbourne.